# Валеро, Эдвин
Эдвин Валеро (исп. Edwin Valero; 3 декабря 1981, Болеро-Альто, Мерида, Венесуэла — 19 апреля 2010, Карабобо, Венесуэла) — венесуэльский боксёр-профессионал, выступавший во второй полулёгкой (Super Featherweight) и лёгкой (Lightweight) весовых категориях. Чемпион Центральной и Южной Америки. Являлся чемпионом мира по версии WBA (2006—2008) во 2-м полулёгком весе и WBC (2009—2010) в лёгком весе. Все свои 27 побед на профессиональном ринге одержал нокаутом, причём первые 18 из них закончил в первом раунде, установив, таким образом, мировой рекорд.
Наилучшая позиция в мировом рейтинге: 4-й.

## Биография
В 2001 году в результате аварии на мотоцикле боксёр получил перелом черепа, и, как итог перенёс операцию трепанацию черепа — удаление гематомы. С такой травмой в таком жестоком виде спорта, как профессиональный бокс, выступать невозможно, но упрямый венесуэльский боксёр решил иначе. Послеоперационный период длился без малого десять месяцев. Все это время Эдвин, находясь под постоянным наблюдением врачей, регулярно принимал лекарство и полностью отказался от вредных привычек (алкоголь, лёгкие наркотики), которыми он злоупотреблял до аварии, и быстро пошёл на поправку. Вскоре он объявил, что перестал ощущать головные боли, стал подолгу смотреть телевизор и даже переносить лёгкие нагрузки.

## История Чемпиона
Венесуэлец был полон сил и громил своих соперников, не давая им ни единого шанса. Все свои первые восемнадцать боёв венесуэльский Dinamita выиграл досрочно в первом раунде, установив на тот момент новый мировой рекорд по количеству досрочных побед подряд. В 2004 году южноамериканским панчером заинтересовалась промоутерская компания знаменитого Оскара Де Ла Хойя — «Golden Boy Promotions», которая предложила Валеро солидный контракт, согласно которому все его последующие поединки попадали в сетку трансляций телеканала HBO. Но этим планам не суждено было сбыться. Причиной стали последствия той самой злополучной автокатастрофы: проведя томографию головного мозга Валеро, Атлетическая комиссия штата Невада выявила ряд отклонений от нормы и запретила Эдвину выступать на территории США. Все попытки юристов, которые на протяжении полугода пытались найти подход к представителям комиссии, также не увенчались успехом. Вместо денег и мировой славы Эдвин Валеро был обречён скитаться по миру (в основном по Японии и государствам Центральной и Южной Америки), местам, где закрывали глаза на его увечье. Его первым большим успехом стала победа над панамским боксёром Вэйбером Гарсия, которая принесла Валеро пояс WBA Fedelatin в полулёгком весе. Этот поединок состоялся 25 февраля 2006 года и стал для Валеро 18-м в карьере. Бой проходил на родине Эдвина в «Centro Recreacional Yesterday». Рефери в ринге Алехандро Эредия зафиксировал победу венесуэльского панчера техническим нокаутом за три секунды до окончания первого раунда.
Полгода спустя, 5 августа 2006 года, в очень упорном поединке с ещё одним панамским боксёром Висенте Москера, Dinamita завоевал титул чемпиона мира WBA в полулёгком весе. В первом раунде Москера дважды побывал на полу, а в третьем панамец отправил на настил ринга уже самого Валеро. Эль Инка удалось дожать отчаянно бившегося и едва державшегося Москера только в десятом раунде. Проведя четыре успешные защиты титула чемпиона мира, грозный венесуэльский левша всё-таки был допущен в США. 4 апреля 2009 года в столице штата Техас Эдвин завоевал вакантный пояс чемпиона мира в лёгком весе по версии WBC, нокаутировав во втором раунде Эдуардо Антонио Питалуа Оспино.
Следующие две защиты пояса WBC получились для Валеро успешными и обе завершились из-за отказа соперников Эдвина от продолжения боя.

## Смерть
В 2009 году обвинялся в нападении на собственных мать и сестру, однако обвинения были сняты. В марте 2010 он был арестован за избиение своей жены, Дженнифер Виеры де Валеро, однако супруга сказала, что сама упала с лестницы; этот случай стал третьим, когда супруга Эдвина поступала в больницу с подобными травмами. 18 апреля 2010 года Эдвин Валеро арестован по подозрению в убийстве своей жены, найденной мёртвой в отеле в Валенсии с тремя ножевыми ранениями. Сам Валеро признался, что совершил это преступление. Спустя несколько часов повесился в тюремной камере, сделав удавку из собственной одежды.

## В культуре
Жизнь Эдвина Валеро, его отношения с женой и их смерть были драматизированы в фильме 2016 года «Эль Инка», в котором Валеро сыграл актёр Александр Летерни.

## Статистика боёв
В таблице перечислены результаты всех поединков боксёров.
В каждой строке указан результат поединка. Дополнительно номер поединка обозначен цветом, который обозначает итог поединка. Расшифровка обозначений и цветов представлена в нижеследующей таблице.
| Пример | Расшифровка                     |
| ------ | ------------------------------- |
|        | Победа                          |
|        | Ничья                           |
|        | Поражение                       |
|        | Планируемый поединок            |
|        | Поединок признан несостоявшимся |
| КО     | Нокаут                          |
| ТКО    | Технический нокаут              |
| PTS    | Решение судей (по очкам)        |
| UD     | Единогласное решение судей      |
| MD     | Решение большинства судей       |
| SD     | Раздельное решение судей        |
| RTD    | Отказ от продолжения боя        |
| DQ     | Дисквалификация                 |
| NC     | Поединок признан несостоявшимся |

| 27 поединков, 27 побед (27 нокаутом). | 27 поединков, 27 побед (27 нокаутом). | 27 поединков, 27 побед (27 нокаутом). | 27 поединков, 27 побед (27 нокаутом).                    | 27 поединков, 27 побед (27 нокаутом). | 27 поединков, 27 побед (27 нокаутом).                                                                        |
| Бой                                   | Дата                                  | Соперник                              | Место проведения                                         | Результат                             | Примечание                                                                                                   |
| ------------------------------------- | ------------------------------------- | ------------------------------------- | -------------------------------------------------------- | ------------------------------------- | --- |
| 27                                    | 6 февраля 2010                        | Антонио да ДеМарко (23-1-1)           | Arena Monterrey, Монтеррей, Нуэво-Леон, Мексика          | RTD 9 (12), 3:00                      | Защитил титул чемпиона мира по версии WBC (2-я защита Валеро) в лёгком весе.                                 |
| 26                                    | 19 декабря 2009                       | Эктор Веласкес (51-13-2)              | Polideportivo José María Vargas, Ла-Гуайра, Венесуэла    | RTD 7 (12), 3:00                      | Защитил титул чемпиона мира по версии WBC (1-я защита Валеро) в лёгком весе.                                 |
| 25                                    | 4 апреля 2009                         | Антонио Питалуа (47-3-0)              | Frank Erwin Center, Остин, Техас, США                    | TKO 2 (12), 0:49                      | Завоевал вакантный титул чемпиона мира по версии WBC в лёгком весе. Питалуа трижды в нокдауне во 2-м раунде. |
| 24                                    | 12 июня 2008                          | Такэхиро Симада (22-3-1)              | Nihon Budokan, Токио, Япония                             | TKO 7 (12), 1:55                      | Защитил титул чемпиона мира по версии WBA (4-я защита Валеро) во 2-м полулёгком весе.                        |
| 23                                    | 15 декабря 2007                       | Саид Савалета (16-2-2)                | Plaza de Toros, Канкун, Кинтана-Роо, Мексика             | TKO 3 (12), 1:18                      | Защитил титул чемпиона мира по версии WBA (3-я защита Валеро) во 2-м полулёгком весе.                        |
| 22                                    | 3 мая 2007                            | Нобухито Хоммо (29-4-2)               | Ariake Colosseum, Токио, Япония                          | TKO 8 (12)                            | Защитил титул чемпиона мира по версии WBA (2-я защита Валеро) во 2-м полулёгком весе.                        |
| 21                                    | 3 января 2007                         | Мичаель Лосада (22-3-1)               | Ariake Colosseum, Токио, Япония                          | TKO 1 (12), 1:54                      | Защитил титул чемпиона мира по версии WBA (1-я защита Валеро) во 2-м полулёгком весе.                        |
| 20                                    | 5 августа 2006                        | Висенте Москера (24-1-1)              | Figali Convention Center, Панама, Панама                 | TKO 10 (12), 1:12                     | Завоевал титул чемпиона мира по версии WBA (2-я защита Москеры) во 2-м полулёгком весе.                      |
| 19                                    | 25 марта 2006                         | Хенаро Трасанкос (21-7-1)             | World Memorial Hall, Кобе, Хёго, Япония                  | TKO 2 (6), 2:00                       | |
| 18                                    | 25 февраля 2006                       | Вибер Гарсия (17-3-0)                 | Centro Recreacional Yesterday, Турмеро, Венесуэла        | TKO 1 (12), 1:48                      | Завоевал титул WBA Fedelatin во 2-м полулёгком весе.                                                         |
| 17                                    | 5 декабря 2005                        | Арам Рамазян (6-2-2)                  | Palais Omnisports Paris Bercy, Paris XII, Париж, Франция | KO 1 (8), 2:57                        | |
| 16                                    | 25 сентября 2005                      | Херо Бандо (14-7-6)                   | Arena, Иокогама, Канагава, Япония                        | TKO 1 (6), 0:20                       | |
| 15                                    | 13 августа 2005                       | Хосе Эрнандес (1-5-0)                 | Circulo Militar, Маракай, Венесуэла                      | KO 1 (10)                             | |
| 14                                    | 1 июля 2005                           | Эстебан де Хесус Моралес (24-8-1)     | Gimnasio Roberto Duran, Панама, Панама                   | KO 1 (10), 1:15                       | |
| 13                                    | 21 мая 2005                           | Эрнан Абрахам Валенсуела (8-4-0)      | Ce.De.M. N° 2, Caseros, Буэнос-Айрес, Аргентина          | TKO 1 (10), 2:10                      | Валенсуела дважды в нокдауне.                                                                                |
| 12                                    | 18 декабря 2003                       | Томас Самбрано (0-4-0)                | Marriott Hotel, Ирвайн, Калифорния, США                  | TKO 1 (10), 1:45                      | |
| 11                                    | 27 октября 2003                       | Алехандро Эредия (7-0-1)              | Gimnasio Don Jose Beracasa, Каракас, Венесуэла           | KO 1 (10),                            | |
| 10                                    | 28 августа 2003                       | Роке Кассиани (21-13-2)               | Marriott Hotel, Ирвайн, Калифорния, США                  | TKO 1 (8), 2:21                       | |
| 9                                     | 19 июля 2003                          | Эммануэль Форд (5-20-2)               | Мейвуд, Калифорния, США                                  | TKO 1 (6)                             | |
| 8                                     | 23 мая 2003                           | Даиро Хулио (7-2-1)                   | Hotel Tamanaco Intercontinental, Каракас, Венесуэла      | TKO 1 (8)                             | |
| 7                                     | 17 мая 2003                           | Эдгар Мендоса (0-8-1)                 | Centro Recreacional Yesterday, Турмеро, Венесуэла        | TKO 1 (8)                             | |
| 6                                     | 22 марта 2003                         | Дэнни Сандоваль (2-6-0)               | Centro Recreacional Yesterday, Турмеро, Венесуэла        | KO 1 (8)                              | |
| 5                                     | 30 ноября 2002                        | Хулио Пинеда (0-2-0)                  | Каракас, Венесуэла                                       | KO 1 (6)                              | |
| 4                                     | 18 ноября 2002                        | Луис Сото (0-5-0)                     | Каракас, Венесуэла                                       | TKO 1 (6)                             | |
| 3                                     | 26 октября 2002                       | Алирио Риверо (3-1-0)                 | Centro Recreacional Yesterday, Турмеро, Венесуэла        | TKO 1 (4)                             | |
| 2                                     | 23 сентября 2002                      | Дэнни Сандоваль (2-5-0)               | Каракас, Венесуэла                                       | TKO 1 (4)                             | |
| 1                                     | 9 июля 2002                           | Эдуардо Эрнандес (0-1-0)              | Parque Naciones Unidas, Каракас, Венесуэла               | TKO 1 (4), 2:02                       | |
| Бой                                   | Дата                                  | Соперник                              | Место проведения                                         | Результат                             | Примечание                                                                                                   |

## Семья
Жена — Дженнифер Каролина Виера де Валеро.
Шурин — Йоэль Финоль, венесуэльский боксёр.